# لودال
لودال بلدية بمقاطعة ليمبورخ، هولندا.

## طوبوغرافيا
خريطة طوبوغرافية هولندية لبلدية لودال، يونيو 2015، (تقرأ بعد ثلاث نقرات على الخريطة)